# Mortificación (teología)

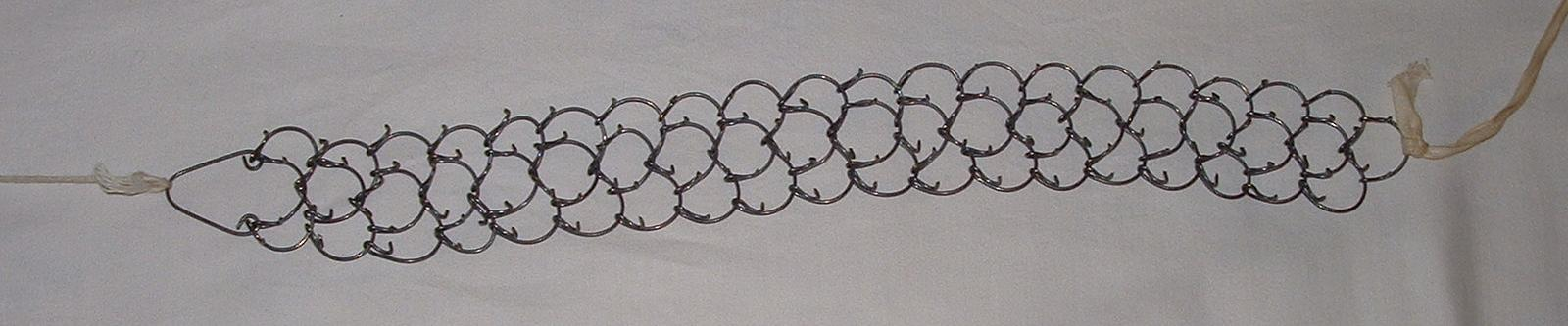
Un cilicio, objeto que se incrusta en la piel para autoinfligirse dolor y con ello practicar la mortificación

En la teología cristiana, principalmente la católica, la mortificación es vista como una forma de ascetismo, un medio de ayudar a las personas a llevar vidas virtuosas y santas. Es una práctica cristiana que consiste en realizar un sacrificio mental o físico por amor a Dios con el objetivo de unirse a la pasión de Jesucristo y, por lo tanto, como medio de participación en la redención.
El sacerdote francés Adolphe Tanquerey definió la mortificación como «la lucha contra las malas inclinaciones para someterse a la voluntad y esta a Dios».[cita requerida] Teresa de Calcuta practicó la mortificación utilizando el cilicio, y pedía a sus hermanas que también ellas lo practicaran. Francisco de Asís, Benito de Palermo, Tomás Moro, Pablo VI, Lucía dos Santos y Hans Urs von Balthasar son algunos otros personajes conocidos que practicaron la mortificación en un sentido cristiano.[cita requerida]